# Atipična depresija
Atipična depresija je depresivni poremećaj koji dijeli mnoge tipične simptome velikog depresivnog poremećaja i distimije, no karakteriziran je poboljšanjem raspoloženja kao reakciju na pozitivan događaj. Ova reaktivnost ju razlikuje od melankolične depresije. Također, simptomi atipične depresije najčešće su obrnuti vegetativni, odnosno obilježavaju je hipersomnija, značajan porast tjelesne težine, pojačan apetit i prejedanje (hiperfagija), olovna paraliza (osjećaj težine u rukama i nogama), koja se često karakterizira kao "lijenost", te značajna interpersonalna osjetljivost na kritike.
Unatoč svome imenu, atipična depresija je relativno česta. Povijesni razlozi zašto je ovako nazvana su dvostruki. Prvi je taj da je atipična depresija reagirala na MAOI antidepresive, dok triciklički nisu bili djelotvorni. Također, depresija koja je dio bipolarnog poremećaja često ima tzv. obrnute vegetativne simptome i osjetljivost na kritike. Atipična depresija dijeli neurobiološku poveznicu s bipolarnim poremećajem te se ponekad smatra "mostom" između unipolarne i bipolarne depresije u bipolarnom spektru.
Uočeno je da određeni poremećaji ličnosti, napose granični i izbjegavajući poremećaj ličnosti, imaju neurobiološku poveznicu s atipičnom depresijom, a osobito s bipolarnim poremećajem. Štoviše, u jednoj je studiji nađeno da su atipične karakteristike depresije korelirane s afektivnom temperamentalnom disregulacijom (odnosno emocionalnom disregulacijom koja je uvjetovana urođenim temperamentom) i anksioznim poremećajima kao komorbiditetima pa se tako cjelokupna slika atipične depresije klinički očituje kao poremećaj na bipolarnom spektru. Također, u navedenoj studiji 28% pacijenata bilo je strogo unipolarno s naglašenim izbjegavajućim i katakteristikama socijalne fobije, bez odlika histrionske strukture ličnosti.
Atipična je depresija oko četiri puta češća u žena. Također, bolest se javlja u ranijoj dobi (adolescencija), što sugerira snažnu biološku komponentu ovog poremećaja. Depresivne epizode često su kronične, a remisije djelomične.
Atipična depresija ima visoku komorbidnost s anksioznim poremećajima, nosi nešto viši rizik za suicidalno ponašanje te, znakovito, ima distinktnu psihopatologiju ličnosti i biološka obilježja. Ovaj je poremećaj češći u osoba s bipolarnim I, bipolarnim II, ciklotimijom, hipertimijom i sezonskim afektivnim poremećajem. Sindrom kroničnog umora i fibromialgija također se povezuju s atipičnom depresijom.
Postoji rastuće tijelo dokaza koje ukazuje na to da postoji veza između atipične depresije i ranih traumatskih iskustava.

## Patofiziologija
Pronađena je značajna sličnost u atipičnoj i drugim vrstama depresije, no postoje istraživanja koja ukazuju na razlikovne čimbenike u svakom pojedinom modelu depresije. U endokrinom modelu postoje dokazi da je tzv. hipotalamusno-hipofizno-nadbubrežna os (HPA os) u melankoličnoj depresiji hiperaktivna, a hipoaktivna u atipičnoj depresiji. Također, u modelu melankolične depresije uočeno je veće negativno odstupanje u psihomotornoj aktivnosti, prostornoj memoriji i sposobnosti verbalnog izražavanja u odnosu na atipičnu depresiju.
Postoje čvrsti dokazi da su protuupalni markeri (citokini) povišeniji u osoba s atipičnom depresijom. Nekoliko studija pokazuje da je bupropion učinkovitiji u depresija s povišenom upalom u tijelu, a dokazano je da je bupropion jedan od najdjelotvornijih preparata u liječenju atipične depresije.

## Kriteriji za dijagnozu
Kao i sve druge psihijatrijske bolesti i poremećaji, liječnici atipičnu depresiju dijagnosticiraju po kriterijima Dijagnostičkog i statističkog priručnika (DSM-a) Sjedinjenih Država. U najnovijem, petom izdanju DSM-a navode se sljedeći kriteriji:
- Reaktivnost raspoloženja
- Barem dvoje od navedenih:
  - Značajan porast tjelesne težine ili pojačan apetit (hiperfagija);
  - Hipersomnija (pretjerano spavanje);
  - Osjećaj težine u udovima;
  - Perzistentni uzorak preosjetljivosti na socijalno odbijanje, odnosno kritike.

Također, kriteriji za dijagnozu melankolične i katatonične depresije ne smiju biti zadovoljeni.

## Liječenje

### Terapija prvog izbora
Standardni antidepresivi iz skupina SSRI (npr. fluoksetin, sertralin) i SNRI (npr. venlafaksin), kao i vortioksetin, bupropion i mirtazapin smatraju se terapijom prvog izbora. Bupropion, norepinefrin-dopaminski inhibitor, posebice je djelotvoran, ne samo zbog potencijalnog protuupalnog djelovanja, nego i za reverzne vegetativne simptome i letargiju. Melatonergički antidepresiv agomelatin također je djelotvoran.
Modafinil je također nerijetko primijenjivana strategija u liječenju hipersomnije i umora.

### MAO inhibitori
Mjesta za MAO inhibitore itekako postoji, iako se oni danas ne smatraju terapijom prvog izbora. Ipak, noviji antidepresivi te skupine kao što su reverzibilni MAO inhibitor moklobemid (Aurorix) i MAO-B inhibitor selegilin, sigurni su i učinkoviti lijekovi kod ovog depresivnog poremećaja.

### Triciklički antidepresivi
Uporaba tricikličkih antidepresiva, izuzev tianeptina (koji ima znatno drugačije kliničko djelovanje), nije opravdana s obzirom na dokazano nepovoljan omjer koristi i nuspojava.

### Druge intervencije
Poznato je da aripiprazol i buspiron mogu biti učinkoviti u liječenju anksiozne komponente atipične depresije.
Kognitivno-bihevioralna psihoterapija (CBT) učinkovita je u liječenju atipične depresije, posebice ako je prisutna socijalna anksioznost.
Tjelovježba ima povoljne učinke na raspoloženje, otpornost na bol i opće stanje osoba s bolnim i depresivnim sindromima. Poznato je da redovita tjelesna aktivnost potiče neurogenezu povećavajući sposobnost neuroplastičnosti.

#### Suplementi
Postoje dokazi da suplementi vitamina D i omega 3 masnih kiselina smanjuju simptome depresije.
U odraslih umjerena konzumacija kofeina povezana je s manjim stupnjem depresivnosti. Tome je tako, jer osim učinka na adenozin, kofein stimulira dopaminergičke neurone te inducira oslobađanje glutamata u nukleusu akumbensu. Također, djeluje i kao inhibitor acetilkolinesteraze, odnosno sprječava kemijski raspad acetilkolina, neuroprijenosnika koji je odgovoran za sposobnost koncentracije, učenja i pamćenja, što može objasniti neka antidepresivna svojstva kofeina.